# Landstreit
Der Weiler Landstreit ist eine zum Stadtteil Hötzelsroda gehörende Kleinsiedlung der Wartburgstadt Eisenach im Wartburgkreis in Thüringen.

## Lage
Landstreit befindet sich etwa vier Kilometer nördlich der Kernstadt von Eisenach. Ein Quellbach des Michelsbaches bildete den Siedlungsanreiz für diese Kleinsiedlung. Die geographische Höhe des Ortes beträgt 285 m ü. NN.

## Geschichte
Der Ort Landstreit wurde 1330 im Frankensteiner Verkaufsbrief als „Blankstrut“ erwähnt. Das Gut ging später in den Besitz des Ritters Titzmann Goldacker über, der es als eine Schenkung an das Franziskanerkloster St. Elisabeth (unterhalb der Wartburg) übergab. Diese veräußerten noch vor 1400 den Ort, um in Besitz der Burgmühle in Eisenach zu gelangen. Ein Eisenacher Ratsherr Pynkernayl (Spross des Eisenacher Patriziergeschlechtes Pinkernagel) fand im Urkundenbuch des Karthäuserklosters Erwähnung, als er im Jahr 1400 der Eisenacher Kartause Zinsen vom Verkauf seiner Ernte auf den Äckern von „Blankstryt“ in Aussicht stellte. 1498 übernahmen die Kartäusermönche auch einen Ackerstreifen des Burkhard von Wolframsdorf. Schon 1352 besaß der Ort eine eigene Kapelle.
Die in Hötzelsroda ansässige Familie von Reineck erwarb nach der Säkularisation der Eisenacher Kartause Grundbesitz, zu dem sie auch die Höfe von Blankstrut zählte. Erst 1853 kaufte der Textilfabrikant Walther von Eichel den Hof Landstreit von den Reinecks. Das Herrenhaus des Gutshofes, das sogenannte „Schloss“, wurde den Landarbeitern überlassen, daneben wurde ein neuer Gutshof erbaut, von dem heute noch Nebengebäude erhalten sind.

## Kurioses
Mit der Wiedervereinigung wurde das Staatsgebiet der Bundesrepublik vergrößert. Der Erfurter Topograph Burkhardt Happ bestimmte den Ort Landstreit  mit der „Schwerpunktmethode“ als Mittelpunkt Deutschlands.